# Piltlokarna
Piltlokarna är ett naturreservat i Älvdalens kommun i Dalarnas län.
Området är naturskyddat sedan 1966 och är 107 hektar stort. Reservatet består av myrmark kring sjöarna Nörder-Piltlok och Söder-Piltlok med tallskog och delvis barrblandskog.